# ひろしのさくら音頭
「ひろしのさくら音頭」（ひろしのさくらおんど）は、1975年3月に発売された五木ひろしのシングルである。

## 収録曲
- 両楽曲共に、作詞：山口洋子／作曲：遠藤実／編曲：斉藤恒夫

1. ひろしのさくら音頭（3分13秒）
2. 昭和行進曲（3分34秒）